# Вильегас, Сократес Буэнавентура
Сократес Буэнавентура Вильегас (филипп. Socrates Buenaventura Villegas, 28 сентября 1960, Манила, Филиппины) — католический прелат, второй епископ Баланги с 3 мая 2004 года по 8 сентября 2009 года и пятый архиепископ Лингайен-Дагупана с 8 сентября 2009 года. Является членом третьего ордена францисканцев, ордена Святого Гроба Господнего и суверенного Мальтийского ордена.

## Биография
Родился 28 сентября 1960 года в семье Эмилиано Вильегаса и его жены Нормы Хасинты Буэнавентуры в городе Манила, Филиппины. Начальное образование получил в школе «Pateros Elementary School» и среднее — в Коллегии Сан-Хуан-де-Летран, после которой с 1977 года по 1985 год изучал философию и богословие в семинарии Сан-Карлос в городе Гуадалупе, где получил научную степень бакалавра искусств. 5 октября 1985 года в возрасте 25 лет принял священническое рукоположение из рук кардинала и архиепископа Манилы Хайме Лачики Сина.
Был назначен на службу в манильской митрополии. С июля 1985 года был личным секретарём кардинала Хайме Лачика Сина.
В декабре 1989 года был назначен ректором санктуария EDSA в Маниле и в декабре 1993 года — генеральным викарием манильской архиепархии. В 1997 году был членом Трибунала по беатификации слуги Божией и основательницы женской монашеской конгрегации ассумпционисток Мари Миллере (Marie Eugenie Milleret).
3 мая 2001 года Римский папа Иоанн Павел II назначил Сакратеса Вильегаса вспомогательным епископом Манилы и титулярным епископом Ноны. 31 августа 2001 года в манильском кафедральном соборе состоялось его рукоположение в епископа, которое совершил кардинал Хайме Лачика Син в сослужении с вспомогательным епископом Манилы и титулярным епископом Фикуса Крисостомо Айсоном Ялунгом и вспомогательным епископом Манилы и титулярным епископом Талантулы Хессе Эугенио Меркадо.
Будучи ординарием епархии Баланги, созвал в 2006 году первый епархиальный Синод и основал колледж Святого Иосифа в Баланге.
8 сентября 2009 года Римский папа Бенедикт XVI назначил его архиепископом Манилы и 30 сентября этого же года — членом Председательского комитета Папского совета по делам семьи.
Написал несколько книг по гомилетике и духовным упражнениям. Был удостоен за свои сочинения награды от организаций «Catholic Authors’ Award» (в 2004 году) и «Ten Outstanding Young Men» (в 2010 году). Государственный университет Баатан присвоил ему научную степень доктора гуманитарных наук.
В настоящее время является председателем Конференции католических епископов Филиппин (с 2003 года).